# 夺金三王
《夺金三王》（英語：Three Kings，又譯作《奪寶大作戰》）是根據波斯灣戰爭時空背景改編成的諷刺戰爭片，由大衛·歐·羅素導演，1999年10月上映，喬治·克隆尼、馬克·華伯格、艾斯·庫伯主演。

## 劇情
在美軍與伊拉克共和衛隊簽訂停火協定後，所有的軍事行動都告一段落。但是特種部隊少校亞齊(喬治·克隆尼)、後備上士特洛伊(馬克·華伯格)、上士艾爾金(艾斯·庫伯)除了隨軍返家外，還有別的主意。
在一次接收戰俘的機會下，特洛伊從一位拒絕脫衣受檢的戰俘後門中，取得一份神祕的地圖。在與艾爾金私下研究後，他們決定帶點伴手禮回家，消息靈通的少校亞齊在計畫成形前便介入主導整項行動。他們計畫在一早直搗黃龍，中午迅速返回，仗著停火協議，如入無人之境，以繳回海珊政權從科威特竊取的幾千萬黃金。
不過計劃趕不上變化，路上有纏人的戰地記者、沒清掉的雷區、以為美軍會伸出援手的當地居民、四處逞凶的共和衛隊、無所不在的叛軍。正當他們終於得手的時候，少校決定幫當地居民一把，將叛軍領袖救出。而這一決定使得他們的處境急轉直下，在與共和衛隊溝通不良的情況下擦槍走火，脫逃的交通工具被毀，特洛伊被俘，黃金在炮火下四散。在叛軍的協助下，特洛伊最終被救出，黃金也找回一部分。最為交換，他們付出一部分的黃金，並以護送他們出關做答謝。
整個失控的行動最終被美軍指揮部介入，在戰地記者的周旋、戰功的誘惑下，他們得以成功把約一百名的親叛軍難民送入伊朗國境，保證他們的生命安全。

## 角色
- George Clooney - Major Archie Gates
- Mark Wahlberg - Sergeant First Class Troy Barlow
- Ice Cube - Staff Sergeant Chief Elgin
- Spike Jonze - Private First Class Conrad Vig
- Cliff Curtis - Amir Abdullah
- Nora Dunn - Adriana Cruz
- Jamie Kennedy - 专家 Walter Wogaman

## 外部連結
- 互联网电影数据库（IMDb）上《Three Kings》的资料（英文）
- AllMovie上《Three Kings》的资料（英文）
- Box Office Mojo上《Three Kings》的資料（英文）
- 爛番茄上《Three Kings》的資料（英文）
- Metacritic上《Three Kings》的資料（英文）